# Rhynia
A Rhynia a kora devon kor jellegzetes növénye. Egyetlen ismert faja a Rhynia gwynnevaughanii, amelyet 1917-ben írtak le a skóciai Rhynie Chert (Aberdeenshire) település közelében a drydeni agyagpalából. A nemzetség a lelőhelyről kapta a nevét. Kormeghatározását csak 1967-ben végezték el. A lelőhely a fosszília keletkezése idején még a 24. déli szélességi fok környékén tartózkodott, körülbelül a mai Dél-afrikai Köztársaság pozíciójától nyugatra.
Az első szárazföldi növények egyikeként és az első száras növényként nagy jelentőséggel bír a növények evolúciójában.
Testében már megfigyelhetők a növények későbbi fejlődése során oly fontos edénynyalábok és gázcserenyílások. Mindössze 4–5 cm magas volt, és alig 5–6 mm vastag. Iszapos, képlékeny talajban kúszó rizómája, szerkezetileg semmiben sem tért el a felszín fölé emelkedő szárképlettől, melyet bőrszövet borított és amelyen a gázcserenyílások megfigyelhetőek voltak. Levelek híján a szár végezte a fotoszintézist. Szabad spórákat termő, ovális spóratartóik a villás ágak végein álltak.
Egyes kutatások szerint a Rhynia egy mikorrhiza, azaz növény és gomba közti szimbiózis részeként volt képes a szárazföldi élet megkezdésére. Egy 400 millió éves megkovásodott lelet rhizomális sejtjének citoplazmájából sejtfal nélküli gomba társulás mutatható ki. Ez a szimbiózis valószínűleg lehetővé tette a gyökértelen Rhynia vízzel és ásványi anyaggal való ellátását és stimulálhatta a fényvédő anyagok (például a flavonoidok) szintézisét.
Fosszíliáit egy skóciai lelőhelyen találták meg. Tropikus, szubtropikus éghajlaton alakult ki. A szárazföldi növényzet ebben az időben még csak a partszegélyeken terjedt el, a partoktól távolabbi területek még kopárak voltak.